# Fargesia ungulata
Fargesia ungulata là một loài thực vật có hoa trong họ Hòa thảo. Loài này được T.H.Wen mô tả khoa học đầu tiên năm 1989.